# パリ包囲戦 (1435年-1436年)
1435年から1436年に行われたパリ包囲戦（パリほういせん、英語: Siege of Paris）では、フランス・パリでフランス王国とイングランド王国との間で行われた。それまでイングランド側に付いていたブルゴーニュ公国が、この戦いの中アラスの和約をフランスと締結して寝返り、累計10ヶ月の戦いの末イングランドがパリから撤退し、1420年のパリの戦いから続くイングランドのパリ支配が終了した。

## 背景
1419年にブルゴーニュ公であるジャン無怖公がシャルル王太子 (後にシャルル7世)の側近に暗殺された。跡を継いだフィリップ善良公はシャルルと関係を断ち切ってイングランド側に付いて、翌年にトロワ条約を締結し、パリの戦いでパリを占拠、イングランドの支配下に置いた。
1429年にジャンヌ・ダルクが登場して、シャルル7世の戴冠後にパリ包囲戦を仕掛けたものの、パリ市民の反発もあって失敗した。シャルル7世は翌年にもパリ奪還を目指そうとしたもののこれも失敗。
ジャンヌ退場後、シャルルはアルテュール・ド・リッシュモンやジャン・ド・デュノワを味方に付け、再度パリ奪還を目指した。1432年にパリ東部郊外のラニー＝シュル＝マルヌ、1435年にジェルブロワでイングランド軍を破り、包囲戦の準備を整えた。

## 戦闘
1435年6月1日未明、イギリス軍の防御が崩壊したのを利用して、ムランとラニー近郊にいたアルマニャック軍がパリ北部郊外のサン＝ドニを占領した。これによりパリはセーヌ川を含め封鎖され、川や他の陸地から物資を供給することが困難になった。しかし、フランスはシャルルが味方をしているアルマニャック派とイングランドが味方をしているブルゴーニュ派とで対立しており、内紛で短期占領に至らなかった。
7月からアラスでフランスとブルゴーニュとの会議が行われ、9月21日にアラスの和約 (1435年)が締結されて内紛が終結、フランスとブルゴーニュは同盟を結ぶことになった。しかし、その間にサン＝ドニでの戦闘が激しさを増し、10月4日にフランスはサン＝ドニを放棄することになり、パリも多少は補給が可能になった。その後は戦線が動かず、冬を越して1436年の春を迎えた。この間にパリの穀物価格が2か月で4倍に跳ね上がるなど、パリ市民は食料に苦しめられた。
4月6日、ブルゴーニュの味方を付けたフランス軍がサン＝ドニにて陽動作戦を仕掛けた。シャルルがパリにいる上流階層に恩赦を与え、サン＝ドニにて暴動を引き起こしたのだ。イングランド軍はその暴動の鎮圧に当たり、戦闘が続く中で13日にはリッシュモンがパリの城壁に姿を表し、手薄になったイングランド軍を攻めた。市民は混乱し、イングランド軍はフランス軍や市民から攻撃を受ける格好になった。一時サンタントワーヌ・バスティーユまで撤退したが、それでもフランス軍の攻撃が激しく、17日にイングランド軍はルーアンは全面撤退したことで、フランスはパリの奪還に成功した。

## 戦闘後
翌1437年11月12日、シャルル7世はパリに入城した。シャルルは街の様子に衝撃を受けた。多くの家が廃墟と化していたのだ。その後シャルルは、イングランド軍を追ってパリを離れたパリの住民全員が国王に宣誓することを条件にパリに戻ることを許可した。
シャルルとリッシュモンはイングランドに占領されているフランスの大地のすべての奪還を目指すようになり、1439年の三部会を経て常備軍を作るようになり、百年戦争がフランス優位に傾くようになった。